# Turyńskie Góry Łupkowe
Turyńskie Góry Łupkowe (niem. Thüringer Schiefergebirge) – pasmo górskie w Turyngii i niewielkim stopniu w Bawarii na północy powiatu Kronach, część Średniogórza Niemieckiego. Znajduje się między Lasem Turyńskim na północnym zachodzie i pokrewnym Lasem Frankońskim na południowym wschodzie. Ma charakter płaskowyżu porozcinanego głębokimi dolinami rzecznymi.